# Tami Farrell
Tami Nichole Farrell (nacida el 5 de octubre de 1984) es una modelo de Phoenix, Oregón y fue Miss Teen USA 2003 y se convirtió en Miss California USA, sucediendo a la destronada Carrie Prejean, en 2009.

## Miss Teen USA
Tami Farrell ganó su primer título, como Miss Oregón Teen USA en 2002 y dimitió cuando ganó el título de Miss Teen USA 2003 en Palm Springs, California el 12 de agosto de 2003.  Ella también ganó el premio especial de "Miss Simpatía" en el mismo certamen.  Farrell fue la tercera oregonense en ganar ese título.
Al ser Miss Teen USA, Farrell representó a la Organización Miss Universo.  Sus "hermanas" en 2003 fueron las reinas de belleza Amelia Vega (Miss Universo 2003, de la República Dominicana) y Susie Castillo (Miss USA, de Massachusetts).
El reinado de Farrell terminó el 6 de agosto de 2004 en Palm Springs, California. Cuando coronó a Shelley Hennig de Luisiana como la nueva Miss Teen USA 2004

## Miss California Ambassador
En el verano de 2008 ella ganó el título de Miss Malibu USA 2009 y compitió en el certamen de Miss California USA 2009 quedando como primer finalista cuando ganó Carrie Prejean. La organización Miss California USA nombraron a Farrell como "our official Beauty of California ambassador" (Nuestra Belleza Oficial Embajadora de California). 

## Miss California USA
El 10 de junio de 2009, ella se convirtió en Miss California USA 2009 después que el director ejecutivo Keith Lewis despidiera a Miss California USA Carrie Prejean de su título por acusaciones de Carrie por romper varias veces con su contrato."... después de nuestra conferencia en Nueva York esperábamos una mejor relación laboral..." "...es muy claro que Carrie no está dispuesta a cumplir con sus obligaciones en virtud de nuestro contrato y trabajar juntos" afirmó Lewis.